# Godefroid Niyombare
Godefroid Niyombare, né le 18 octobre 1969 à Bujumbura, est un militaire et général-major burundais. Il est chef d’état-major de l’armée burundaise en 2009, ambassadeur du Burundi au Kenya en 2013. En 2014, il est nommé à la tête du service national de renseignement (SNR). En mai 2015, durant les manifestations contre le président Pierre Nkurunziza, Niyombare tente un coup d’État sans succès.

## Biographie
Niyombare est né en 1969 à Bujumbura où il grandit dans le quartier Kamenge. Son père, une personnalité hutue, est tué en 1972 lors de massacres ciblant les cadres administratifs, militaires et politiques hutus. Niyombare est élevé par sa mère seule, une institutrice.
Jeune, Niyombare devient adhérant au Parti pour la libération du peuple hutu (Palipehutu).
En 1991, il termine ses études secondaires chez les jésuites à Bujumbura et entre à l’Office national des télécommunications.
Après l’élection de Melchior Ndadaye en 1993, premier président hutu du pays, le Burundi connait de nouveau la violence. Niyombare rejoint la rébellion, les Forces de défense de la démocratie, en 1995 et dans laquelle il devient commandant de région.
En 2009, Niyombare devient le chef d’état-major de l’armée burundaise et, en 2013, ambassadeur du Burundi au Kenya,.
En 2014, il est nommé à la tête des Services de renseignements burundais (SNR).
Le 13 mai 2015, durant les manifestations contre la candidature du président Pierre Nkurunziza à un troisième mandat, il tente un coup d’État, avant d'annoncer sa reddition.
Il prend ensuite la tête des Forces républicaines du Burundi (Forebu), un mouvement rebelle dont la création est annoncée le 22 décembre 2015 et dont le but est de renverser Pierre Nkurunziza, de « restaurer la démocratie » et de « veiller au respect » des accords d'Arusha,.
Niyombare est soumis à des sanctions des États-Unis en novembre 2015. Ces sanctions sont levées en novembre 2021, le président des États-Unis estimant que la situation politique au Burundi s'est calmée avec l'élection d'Évariste Ndayishimiye.